# Двадесети пехотен добруджански полк
Двадесети пехотен добруджански на Н.Ц.В. Княз Кирил Преславски полк е български полк.

## Формиране
Двадесети пехотен добруджански полк е формиран с указ №11 от 19 януари 1889 година. В състава му влизат от 2-ра и 3-та дружини на 8-и пеши приморски полк, като заедно с последния първоначално новосформираният полк квартирува във Варна. През лятото на 1891 г. лагерът на полка край Варна е посетен от Фердинанд I и Началник на Генералния щаб полковник Петров. През 1897 година гарнизонът на полка в Разград, където престоява до 27 май 1904 година, когато е преместен във Велико Търново.
На 22 септември 1908 година със заповед №44, във връзка с обявяването на България за Царство, шефството на полка е поверено на Негово Царско Височество Княз Кирил Преславски.

## Балкански войни (1912 – 1913)
Полкът е мобилизиран на 17 септември 1915 г. за участие в Балканската война (1912 – 1913), на 18 септември в Търново се формира 20-а допълваща дружина и на 23 септември тръгва на подход. Сражава се при Алмаклар, Бунар хисар, Чаталджа, Софас тарфа и Орманлий. На 13 май 1913 г. от дружината се формира дружина в три ротен състав, която заминава на фронта. След завръщането на полка от фронта дружината се разформирова. През Междусъюзническата война (1913) полкът води битки при кота 582, Милевската планина, Любатска мука, връх Близнак, Дукатска чука. През юли 1913 г. е на пост при Доганица, на 11 август се завръща в Търново и демобилизира.

## Първа световна война (1915 – 1918)
Полкът взема участие в Първа световна война (1915 – 1918) в състава на 2-ра бригада от 5-а пехотна дунавска дивизия.
При намесата на България във войната полкът разполага със следния числен състав, добитък, обоз и въоръжение:
| Числен състав                                                                  | Добитък   | Обоз                                   | Въоръжение                           |
| ------------------------------------------------------------------------------ | --------- | -------------------------------------- | ------------------------------------ |
| Дружини: 4 Картечни роти: 1 Офицери: 85 Чиновници: 4 Подофицери и войници: 515 | Коне: 574 | Обикновени коли: 101 Товарни коли: 273 | Пушки и карабини: 4467 Картечници: 4 |

През 1915 година части на полка се сражава по десния бряг на река Морава, при Долни Кормен, Горно и Долно Роботове, Одоровци и Петрова. От 1917 година се сражава при кота 204, а през 1918 и при село Гърляно. На април 1917 от състава на 18–и пехотен етърски полк, 20–и пехотен добруджански полк и 17–а гранична дружина в с. Мързенци, се формира 83-ти пехотен полк.

## Между двете световни вайни
Полкът е разформирован на 12 септември 1919 година, като до 1923 година действа Ликвидационен щаб.

## Наименования
През годините полкът носи различни имена според претърпените реорганизации:
- Двадесети пехотен добруджански полк (19 януари 1889 – 22 септември 1908)
- Двадесети пехотен добруджански на Н.Ц.В. Княз Кирил Преславски (22 септември 1908 – 12 септември 1919)

## Командири
Званията са към датата на заемане на длъжността.
| № | звание       | име             | дати                           |
| - | ------------ | --------------- | ------------------------------ |
|   | Подполковник | Васил Галунски  | през 1891-1892                 |
|   | Полковник    | Георги Тодоров  | 1897 – 1905                    |
|   | Полковник    | Филипов         | към 1904                       |
|   | Подполковник | Иван Божков     | 1912 – 1913                    |
|   | Полковник    | Иван Бончев     | 18 май 1914 – 1915             |
|   | Подполковник | Юрдан Георгиев  | 1915 – 1 юни 1917              |
|   | Подполковник | Димитър Маринов | 1 юни 1917 – 28 септември 1917 |
|   | Подполковник | Иван Кирпиков   | от 28 септември 1917           |

Други командири: Стоян Филипов, Тодор Късев

## Галерия
- Албум на полка от Първата световна война (1915 – 1918). Източник: ДА „Архиви“
- Негово Величество Фердинанд I Цар на Българите
- Н.Ц.В. Престолонаследникът Бориз Княз Търновски
- Н.Ц.В Кирил Княз Преславски
- Генерал-лейтенант Никола Жеков
- Генерал-лейтенант Димитър Гешов
- Генерал-лейтенант Сава Савов
- Полковник Белю Христов
- Н.Ц.В Кирил Княз Преславски
- Командирите на полка подполк. Димитър Маринов, полк. Юрдан Георгиев и подполк. Иван Кирпиков
- Командирът на 1-ва дружина и ротните командири
- Командирът на 2-ра дружина и ротните командири
- Командирът на 3-та дружина и ротните командири
- Командирът на 4-та дружина и ротните командири
- Младшите офицери от 1-ва и 2-ра дружина
- Младшите офицери от 3-та и 4-та дружина
- Командирите и младшите офицери от картечните роти